# Roztocze właściwe
Roztocze właściwe (Acariformes) – najbardziej zróżnicowany nadrząd roztoczy (Acari). Zalicza się do niego przeszło 32 000 opisanych gatunków w 351 rodzinach. Szacuje się, że w sumie jest w tym nadrzędzie od 440 000 do 929 000 gatunków.
Acariformes dzielą się na dwie główne grupy: Sarcoptiformes i Trombidiformes, oraz wydziela się z nich parafiletyczną grupę Endeostigmata, która zawiera prymitywne formy.